# Colter Wall
Colter Wall (né le 27 juin 1995) est un auteur-compositeur-interprète canadien originaire de Swift Current, dans la Saskatchewan (Canada). Sa musique oscille entre musique western, outlaw country et folk. 

## Jeunesse
Colter Wall est né à Swift Current, en Saskatchewan. Il est le second enfant de Tami et Brad Wall, le 14e premier ministre de la Saskatchewan. Il a deux sœurs, Megan et Faith. Wall a fréquenté l'école secondaire polyvalente de Swift Current et a obtenu son diplôme en 2013. Il a ensuite étudié à l'Université de la Saskatchewan à Saskatoon. 
Wall grandit avec la musique de Johnny Cash. Il a commencé à apprendre la guitare à l'âge de 13 ans, jouant dans des groupes de rock, reprenant des morceaux d'AC / DC, Black Sabbath et Led Zeppelin. Plus tard, il s’intéresse au blues, puis commence à écouter de la musique folk. Selon Wall, il entend pour la première fois la chanson de Bob Dylan Don't Think Twice, It's All Right vers 15 ou 16 ans, ce qui le pousse à écrire ses propres chansons . Il s'inspire de Woody Guthrie, Ramblin 'Jack Elliott, Gram Parsons, Townes Van Zandt, George Jones, Waylon Jennings, Willie Nelson et Hank Williams. 
En 2015, il fait une pause dans ses études à l'université pour se concentrer sur sa carrière musicale à l'occasion de la sortie de son premier EP. 

## Carrière musicale
Wall a enregistré un EP de sept chansons, Imaginary Appalachia, en 2015 avec Jason Plumb, le producteur du Studio One à Regina. Belle Plaine et The Dead South l'accompagnent sur l'EP. Il décrit alors sa musique comme un mélange de blues, de folk et d'americana. Le disque sort le 9 mars 2015 et le morceau The Devil Wears a Suit and Tie sort en single. Sa musique a attiré l'attention de Brock Lesnar qui l'a aidé à se faire mieux connaître, notamment dans le milieu du catch. Des chansons de l'album sont utilisés dans l'émission Dog the Bounty Hunter  et dans les films Comancheria et Three Billboards,. La chanson Sleeping on the Blacktop connait alors un succès important. 
En 2016, Wall fait la première partie de Lucinda Williams au Ryman auditorium à Nashville,. Il signe chez American Songs, dirigé par Rick Rubin. 
Son premier album intitulé Colter Wall, a été produit par Dave Cobb au RCA Studio A à Nashville. Wall est accompagné de Cobb à la guitare acoustique, Chris Powell à la batterie, Mike Webb au piano et Robby Turner à la pedal steel. L'album sort le 12 mai 2017 . Il affirme que la plupart des chansons présentes sur l'album ont une part autobiographique importante. 
Un nouvel album, Songs of the Plains, annoncé en juillet 2018, est publié le 12 octobre 2018.
En août 2020, il sort un nouvel album, intitulé Western Swing & Waltzes and Other Punchy Songs.

## Discographie

### Albums studio
| Title                                          | Album details | Peak chart positions | Peak chart positions | Peak chart positions | Peak chart positions | Peak chart positions | Peak chart positions | Peak chart positions | Peak chart positions | Sales        |
| Title                                          | Album details | CAN                  | US                   | US Country           | US Folk              | US Heat              | US Indie             | AUS Country          | UK Country           | Sales        |
| ---------------------------------------------- | --- | -------------------- | -------------------- | -------------------- | -------------------- | -------------------- | -------------------- | -------------------- | -------------------- | ------------ |
| Colter Wall                                    | - Release date: May 12, 2017 - Label: Young Mary's Record Co. - Formats: CD, digital download, vinyl                        | 90                   | —                    | 50                   | 16                   | 2                    | 11                   | —                    | —                    | - US: 2,600  |
| Songs of the Plains                            | - Release date: October 12, 2018 - Label: Young Mary's Record Co. - Formats: CD, digital download, vinyl                    | 36                   | 180                  | 17                   | 7                    | 2                    | 9                    | —                    | —                    | - US: 18,800 |
| Western Swing & Waltzes and Other Punchy Songs | - Release date: August 28, 2020 - Label: La Honda Records / Thirty Tigers - Formats: CD, digital download, vinyl, streaming | 63                   | 103                  | 8                    | 3                    | 1                    | 17                   | 31                   | 1                    |              |
| "—" denotes releases that did not chart        | |                      |                      |                      |                      |                      |                      |                      |                      |              |

### EP
| Title                | Album details                                                                                        | Peak chart positions |
| Title                | Album details                                                                                        | US Heat              |
| -------------------- | --- | -------------------- |
| Imaginary Appalachia | - Release date: June 2, 2015 - Label: Young Mary's Record Co. - Formats: CD, digital download, vinyl | 22                   |

### Singles
- "The Devil Wears a Suit and Tie" (2015)

### Clips
| Année | Vidéo           |
| ----- | --------------- |
| 2018  | "Kate McCannon" |